# Platinum Hits
Platinum Hits è un album di raccolta del cantante statunitense Jason Derulo, pubblicato nel 2016.

## Tracce
1. Want to Want Me – 3:27
2. Talk Dirty (featuring 2 Chainz) – 2:57
3. Wiggle (featuring Snoop Dogg) – 3:13
4. Trumpets – 3:37
5. Whatcha Say – 3:42
6. Ridin' Solo – 3:36
7. It Girl – 3:12
8. Marry Me – 3:45
9. The Other Side – 3:47
10. Don't Wanna Go Home – 3:26
11. In My Head – 3:18
12. Kiss the Sky – 3:42